# Leviathan (champ gazier)
Le gisement Leviathan (dont le nom évoque le célèbre monstre marin de la Bible) est un champ gazier de la mer Méditerranée près des côtes israéliennes. 

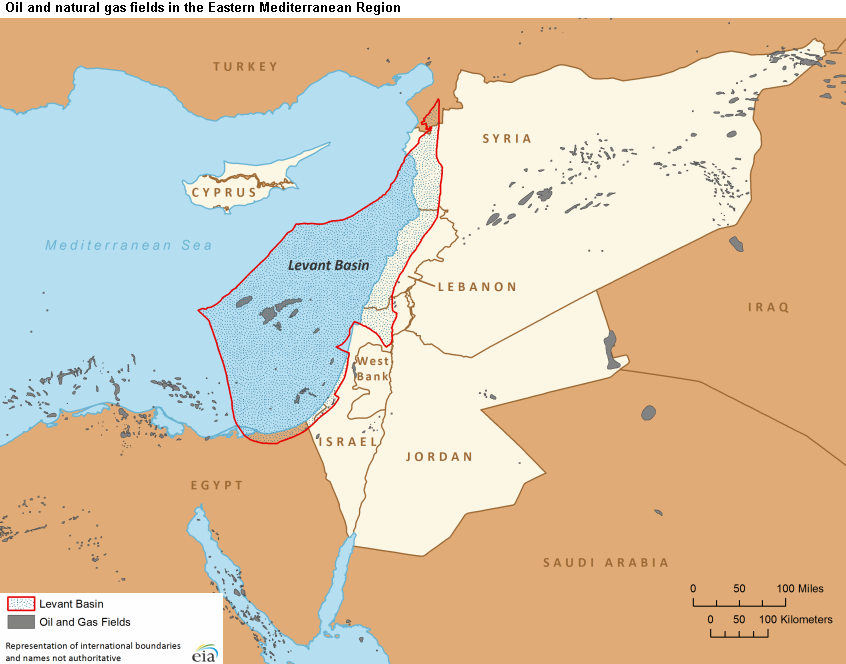
Réserves de pétrole et de gaz dans le bassin levantin (US EIA, 2013)

Découvert en juin 2010, dans le bassin Levantin, à 130 km à l'ouest de Haifa, c'est le gisement israélien de plus grande capacité. Il contiendrait des réserves prouvées de l'ordre de 500 milliards de mètres cubes.
L'exploitation de ce champ doit débuter en 2019 quand commenceront à se tarir les réserves de Tamar 2, champ d'une capacité de 238 milliards de mètres cubes dont l'exploitation a commencé en mars 2013. 
La Turquie a menacé de s'y opposer. Le Liban émet des revendications,, mais l’ONU refuse en janvier 2011 de statuer sur la délimitation de la frontière maritime israélo-libanaise.
L'exploitation projetée donne lieu à une coopération avec Chypre. Un projet de coopération avec le russe Gazprom a aussi été annoncé en octobre 2015,,.
Le premier contrat de fourniture de gaz à partir du gisement Leviathan, d'un montant d'environ 10 milliards de dollars, est signé en 2016 avec la Jordanie, laquelle bénéficie déjà de livraison en provenant du gisement Tamar 2 ; une partie pourrait être destinée à l'Égypte.
L'exploitation a bien démarré en 2019. En 2023, le champ produit 12 milliards de m3 par an et approvisionne Israël, l'Égypte et la Jordanie. La société envisage un investissement de 568 millions de dollars pour construire un troisième gazoduc qui approvisionnerait l'Europe et réduirait sa dépendance au gaz russe.